# Abraham de Korte

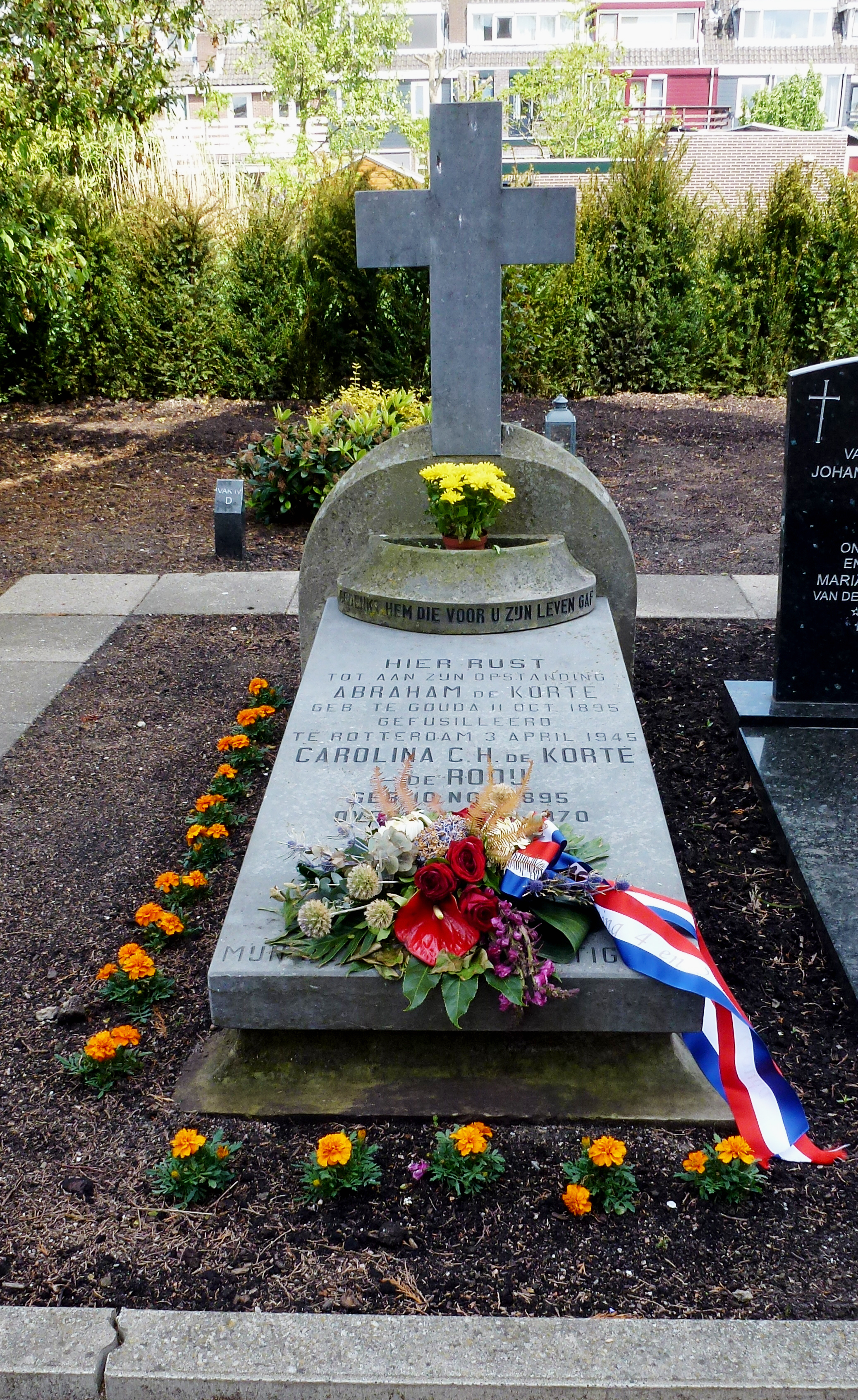
Graf van Abraham de Korte in Gouda

Abraham de Korte (Gouda, 11 oktober 1895 - Rotterdam, 3 april 1945) was een Nederlands verzetsstrijder tijdens de Tweede Wereldoorlog.

## Leven en werk
De Korte werd in 1895 geboren als zoon van Abraham de Korte en Johanna Heerkens. De Korte was een Goudse koek- en banketfabrikant. Hij was de stichter van een wafelbakkerij, waar machinaal een stroopwafelachtig product werd vervaardigd, de Adékowafel. De naam is afgeleid van zijn voor- en achternaam. Samen met zijn broer Martinus Antonius speelde hij een actieve rol in het verzet tijdens de Tweede Wereldoorlog. Hij was eerst lid van de Ordedienst en later van de Binnenlandse Strijdkrachten. Hij zorgde in LO-verband (Landelijke Organisatie voor hulp aan onderduikers) voor onderduikers. In zijn bakkerij en pakhuis te Gouda werden gedropte wapens opgeslagen. Als gevolg van verraad werd hij op 16 maart 1945 gearresteerd.
De Korte werd eerst opgesloten in de Scheveningse gevangenis. Daarna werd hij door een Duits vuurpeloton, samen met negentien anderen, op 3 april 1945 bij de Hoflaan te Rotterdam gefusilleerd. Dit als represaille, omdat kort daarvoor een majoor van de Rotterdamse politie door het Verzet was geliquideerd. Abraham de Korte is op de R.K. Begraafplaats te Gouda begraven.
In Rotterdam staat aan de Hoflaan een oorlogsmonument ter nagedachtenis aan de twintig oorlogsslachtoffers. Zijn naam wordt ook vermeld op het door Oswald Wenckebach gemaakte reliëf in de muur van het stadhuis van Gouda.

## Onderscheidingen
In 1949 werd De Korte postuum onderscheiden met het Mobilisatie-Oorlogskruis en het Verzetskruis

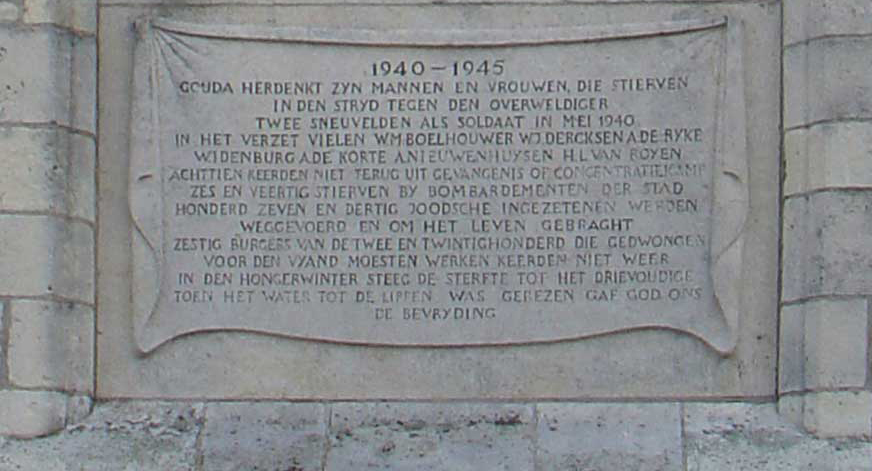
Deel van het reliëf met de naam van De Korte (stadhuis Gouda)